# Revello
Revello (en français, Revel) est une commune italienne de la province de Coni dans la région Piémont en Italie.

## Administration
| Période                                  | Période | Identité | Étiquette | Qualité |
| ---------------------------------------- | ------- | -------- | --------- | ------- |
|                                          |         |          |           |         |
| Les données manquantes sont à compléter. |         |          |           |         |

### Communes limitrophes
Barge (Italie), Brondello, Cardè, Castellar (Italie), Envie (Italie), Gambasca, Martiniana Po, Pagno, Rifreddo, Saluzzo